# Carl Gabriel Bååt
Carl Gabriel Bååt, född 1 juli 1650 i Stockholm, död i maj 1698 i Stockholm, var en vice landshövding i Uppsala. 

## Biografi
Carl Gabriel Bååt föddes 1650 i Stockholm. Han var son till friherre Seved Bååt och Magdalena Stenbock (släkten Stenbock).
Bååt inskrevs 25 september 1662 vid Uppsala universitet. I januari 1672 fick han anställning hos Karl XI som kammarherre och befordrades 7 januari 1674 till kansliråd. Genom Karl XI:s gunst förordnades han 1678 till landshövdingetjänsten i Stockholms län och Uppsala län medan ordinarie ämbetsinnehavaren, greve Axel Lillie vistades utomlands för konvalescens. 1683 utnämndes han till ledamot av den lantkommission, som då upprättades över reduktionsverket i Uppland.
Han gravsattes efter begravning i Riddarholmskyrkan i Bååtska familjegraven i Sorunda.
Carl Gabriel Bååt var den siste manlige medlemmen av friherrliga ätten Bååt och slöt sin ätt på svärdssidan.

### Familj
Bååt gifte sig 11 november 1675 i Stockholm med Christina Bielke (död 1711). Hon var dotter till riksskattmästaren Sten Nilsson Bielke och Brita Rosladin. De fick tillsammans barnen Brita Beata Bååt (1677–1697) och Elisabet Magdalena Bååt (1681–1697) som var förlovad med översten Gustaf Stiernhöök.